# Campo de Marte (Roma)

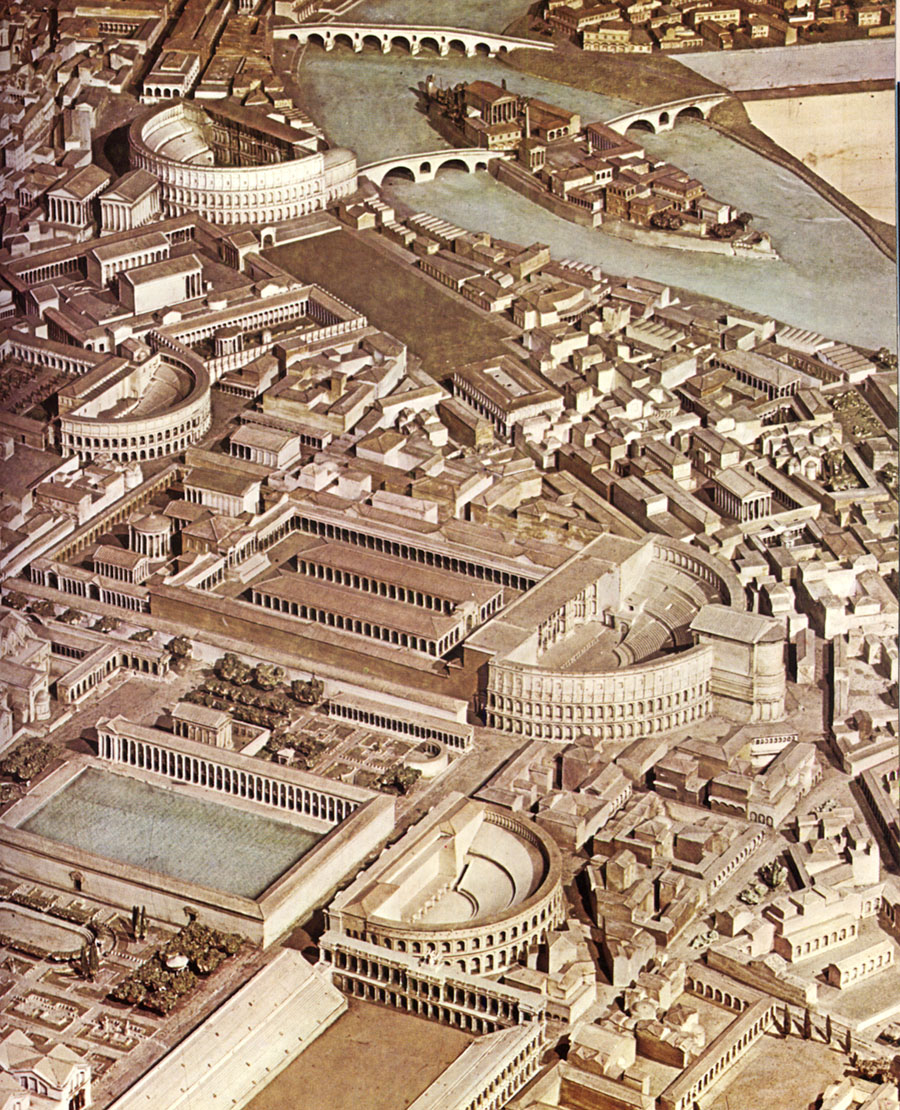
Maquete do Campo de Marte em cerca de No alto estão a Ilha Tiberina e o Teatro de Marcelo, já no sopé do Capitolino. Mais abaixo, o Teatro de Balbo. No centro está o Teatro de Pompeu e, embaixo, o Odeão de Domiciano

Campo de Marte (em latim: Campus Martius; em italiano:  Campo Marzio) era uma área pública da Roma Antiga com aproximadamente 2 km2 de área. Na Idade Média, era a região mais populosa de Roma. O moderno rione IV de Roma, Campo Marzio ("Campo de Marte"), cobre uma área menor do que a antiga região histórica, mas tem o mesmo nome em italiano, o que pode provocar alguma confusão.

## História

### Antiguidade
De acordo com o mito da fundação de Roma, antes da cidade existir, Reia Sílvia, a mãe de Rômulo e Remo atirou seus filhos gêmeos no rio Tibre, que corria na fronteira ocidental do que depois seria o Campo de Marte. Encalhando na margem mais adiante rio abaixo, os irmãos retornariam décadas depois para fundar uma nova cidade. Rômulo, que se tornou o único rei depois de matar Remo, governou por muitos anos até algum momento do século VII. Quando já estava perto do final de sua vida, uma nuvem de tempestade cobriu o centro de um campo aberto fora do pomério da cidade para levar o idoso rei para o céu.
Esta terra, "entre a cidade e o Tibre", tornou-se propriedade do último rei etrusco de Roma, Tarquínio Soberbo. Depois de sua derrota e exílio, a planície toda foi dedicada ao deus romano Marte. Os homens romanos se reuniam ali toda primavera antes de partirem para a guerra contra as tribos rivais que viviam à volta de Roma e os cidadãos se encontravam ali para celebrar os mais importantes festivais religiosos. Com exceção de um pequeno altar dedicado a Marte perto do centro do campo, só foi a partir do século V que mudanças visíveis foram feitas no campo.
Em 435 a.C., a Vila Pública foi fundada numa clareira de 300 metros especialmente preparada. A área tinha por objetivo servir de ponto de encontro para os cidadãos à cada cinco anos, que seriam então contados (censo). Livre de qualquer estrutura permanente, nenhuma outra construção seria feita no Campo de Marte pelos dois séculos seguintes.

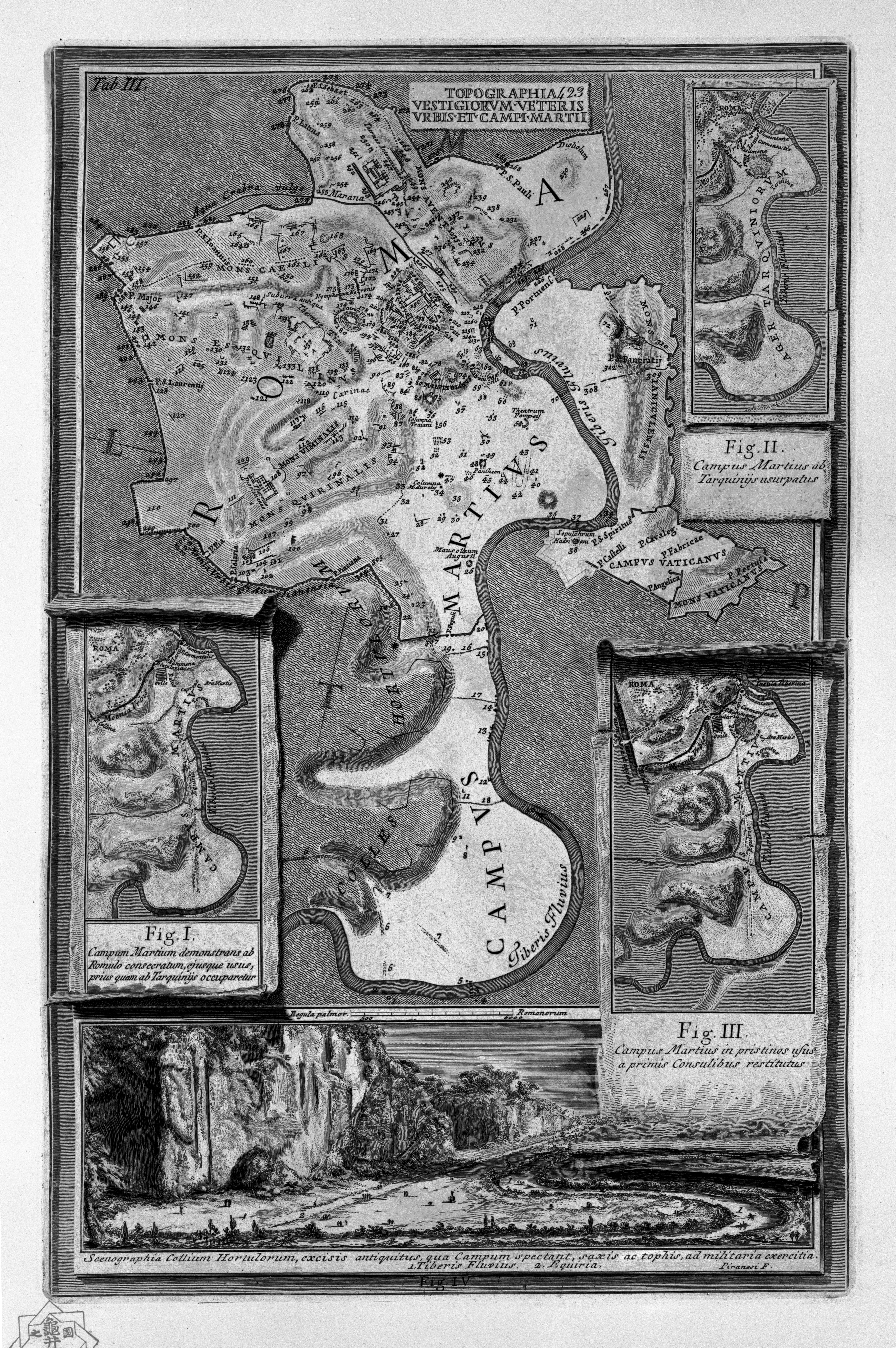
Gravura de Piranesi (século XVIII) do Campo de Marte, na qual se vêem as fronteiras da região: o Capitolino está acima (sul). À direita está o Tibre (oeste), os montes Quirinal e Píncio à esquerda (leste) e uma estreita faixa de terra entre o Píncio e o Tibre abaixo (norte)

Com o advento das Guerras Púnicas em meados do século III a.C., a expansão militar romana passou a ocorrer fora da península Itálica, o que reduziu a quantidade de gente para se reunir no campo nas primaveras. O número de guerras estrangeiras, por outro lado, aumentou muito a quantidade de riquezas que fluía de volta para a cidade. Generais que haviam jurado construir templos a variados deuses em caso de vitória passaram a utilizar estas riquezas para financiar novas construções. Além de templos e mercados de madeira, eram comuns também estruturas de lazer, também de caráter temporário.
Começando no período de Sula, lotes para construção foram vendidos ou concedidos a influentes cidadãos e ínsulas (blocos de apartamentos) e villas passaram a ocupar terras públicas. A região depois passou a abrigar a assembleia das centúrias, encontros cívicos de cidadãos armados da milícia da cidade. Em 55 a.C., Pompeu Magno construiu ali um teatro permanente de pedra, o primeiro de Roma, conhecido como Teatro de Pompeu. Quando a Cúria Hostília pegou fogo, em 52 a.C., era ali que se realizavam alguns encontros do senado romano. A área era utilizada também como ponto de encontro para eleições. Júlio César planejou sua Septa (edifícios onde elas se realizariam) ali e ela foi finalmente completada pelo seu herdeiro Augusto (Otaviano). Em 33 a.C., Otaviano dedicou o Pórtico de Otávia com os espólios da Guerra Dálmata.
Durante o período augustano do Império Romano, o Campo de Marte passou oficialmente a fazer parte da cidade, que foi dividida em quatorze regiões, dividido entre a Região VII - Via Lata, para o leste, e a Região IX - Circo Flamínio, perto do rio. O Senado mandou construir perto da margem do Tibre o Altar da Paz (em latim: Ara Pacis) para celebrar a paz conquistada por Augusto e seus esforços para estabilizar o novo império. Marco Agripa transformou o terreno pantanoso original do local em um parque no qual piscinas e termas estavam rodeados por bosques e templos, o Sudatório Lacônico (Laconicum Sudatorium) ou Termas de Agripa. Ele também construiu o Pórtico dos Argonautas (Porticus Argonautarum) e o Panteão, que seria depois reconstruído por Adriano, quando passou a ter a aparência atual. Em 19 a.C., Agripa concluiu a Água Virgem, trazendo para o Campo de Marte a água necessária para as novas termas e piscinas.
Na região norte, despovoada na época, ficava o enorme Mausoléu de Augusto. Outros edifícios construídos na época foram o Teatro de Marcelo, o Templo de Ísis (na época de Calígula), as termas e a ponte de Nero, além do próprio Teatro de Pompeu, em cujas escadarias Júlio César foi assassinado por Bruto e seus aliados. Depois do grande incêndio (64), Domiciano reconstruiu os monumentos incendiados e acrescentou o Estádio de Domiciano (onde está hoje a Piazza Navona) e um odeão (um pequeno teatro). Em 119, reforçando os temas da divindade imperial e da apoteose, estabelecidos por Augusto, Adriano e os antoninos seguintes construíram ali templos para a sogra de Adriano, a divina Matídia, e para o próprio divino Adriano, este por Antonino Pio.
Como já havia sido caso com os dois primeiros imperadores flavianos e antoninos, os severianos não queriam despender muitos recursos em obras no já lotado Campo de Marte. Seus interesses maiores eram reformas e a construção de novas estruturas em outras regiões da capital e foi somente na época de Aureliano que novas obras ocorreram no Campo de Marte.
Os cidadãos de Roma tinham grande orgulho de saber que Roma não precisava de fortificações pois a estabilidade proporcionada pela Pax Romana, mantida pelo exército romano. Em 270, porém, tribos bárbaras invadiram pela fronteira germânica e alcançaram o norte da Itália, com o exército lutando para tentar barrá-los. Para mitigar a vulnerabilidade da cidade, o imperador Aureliano ordenou a construção de uma muralha de tijolos com 19 quilômetros de extensão, de seis a oito metros de altura, fortificada com torres e batizada de Muralha Aureliana. Ele não viveu para ver sua obra completada por seu sucessor, Probo, em 276. Com o término da muralha, o Campo de Marte foi finalmente incorporado ao resto da cidade.
No meio do século IV, quando o imperador Constâncio II visitou Roma, que não era mais a capital, muitos dos templos pagãos já estavam fechados e edifícios dedicados ao cristianismo passaram a ocupá-los. Alguns foram reduzidos a pouco mais do que a estrutura interna, outros foram demolidos e muitos foram re-dedicados, caso do Panteão. Em 663, suas telhas de bronze foram removidas e substituídas por chumbo, um ato que, nas palavras de Mestre Gregório, foi resultado de "avareza excessiva e cobiça excessiva por ouro". No século V, Roma foi queimada e saqueada duas vezes: pelos visigodos em 410 e novamente pelos vândalos em 455. Três terremotos sacudiram a cidade entre 408 e 508 e duas enchentes inundaram as zonas baixas da cidade em 398 e 411. Muito do mármore que revestia os templos e as colunas foi atirado em fornos para fazer cal.
Escrevendo no século XII ou XIII, Mestre Gregório ficou maravilhado com os edifícios do Campo de Marte, cuja antiguidade era clara, mas cujos nomes ninguém sabia ao certo. Vislumbrando a região a partir de uma das colinas de Roma, ele registrou que as grandes estruturas havia sido substituídas por "uma floresta de torres [medievais]". Em 1581, o ensaísta francês Michel de Montaigne viajou para Roma e notou que "bem em cima dos destroços dos antigos edifícios, conforme se arruinavam, construtores lançavam despreocupadamente as fundações de novas casas, como estes fragmentos fossem apenas grandes massas de pedra, firmes e confiáveis. É evidente que muitas das antigas ruas estão a mais de dez metros abaixo do nível da rua atual".
| Planimetria do Campo de Marte meridional |
| --- |
| Tibre Navália Circo Flamínio Teatro de Marcelo T. de DianaC T. da Piedade T. de Jano T. de Juno T. de Spes Templo de Belona Templo de Apolo Sosiano Templo de Júpiter Estator Templo de Juno Regina Pórtico de Otávia Portico de Filipo T. de Hércules Portico de Otávio Teatro de Balbo Cripta de Balbo Portico de Minúcio T. das Ninfas Diribitório T. de Juturna T. da Fortuna T. de Ferônia T. dos Lares Permarinos Cúria de Pompeu Portico de Pompeu Teatro de Pompeu Templo da Vênus Victrix Templo de Marte Santuário de Hércules Grande Vigia Templo de Castor e Pólux Ponte Fabrício Ilha Tiberina Pórtico dos Máximos T. de Netuno Pórtico dos Deuses Vila Pública Hecatostilo T. da Fortuna Equestre Anfiteatro de Estacílio Tauro (?) |

| Planimetria do Campo de Marte central |
| --- |
| Termas de Nero Estádio de Domiciano Panteão Basílica de Netuno Termas de Agripa Estagno ? Odeão de Domiciano Ínsulas da época de Adriano Galpões militares? Galpões militares? Galpões militares? Septa Júlia Diribitório Pórtico dos Deuses Água Virgem Arco de Cláudio Pórtico de Vipsânia Quartel da I coorte dos vigiles Iseu Templo de Minerva Calcídica Altar de Marte Via Flamínia Via Flamínia Templo de Adriano Templo de Matídia Teatro de Pompeu Templos do Largo Argentina Pórtico de Minúcio Coluna de Marco Aurélio T. de M. Aurélio e Faustina (?) Arco de M. Aurélio (?) Coluna de Antonino Pio Ustrino de Faustina Maior Ustrino de Faustina Menor Via Reta Pórtico e Templo de Bom Evento Pórtico de Pompeu Arco Novo Pórtico de Meleagro Pórtico dos Argonautas Piazza della Rotonda Vila Pública |

## Idade Média
Depois que as invasões bárbaras interromperam os aquedutos de Roma, a população, que reduzia rapidamente, abandonou todas as zonas altas das colinas e se concentrou no Campo de Marte, onde era fácil conseguir água diretamente do Tibre, mas onde havia também muitas enchentes. A região era também perto do Vaticano, o centro religioso da cidade. O comércio se realizava principalmente pelo rio e o dinheiro fluía para a cidade trazido pelo interminável fluxo de peregrinos.
A via principal de ligação de Roma com o resto da Europa era a Via Cássia, que entrava na cidade pela Porta del Popolo, no norte do Campo de Marte, ligando a cidade a Viterbo, Siena e Florença.
Outra importante via da cidade, a Via Aurélia, era muito insalubre na época por causa da malária, que infestava os pântanos e mangues perto dos lagos costeiros nas planícies de Marema, e por que esta via, próxima do mar, era vulnerável aos ataques de piratas. As cidades costeiras no trajeto da Via Aurélia também sofriam com o rapto de mulheres e saques realizados por piratas sarracenos.
Por causa da crescente importância da região, diversos papas decidiram melhorar suas condições de vida. Entre 1513 e 1521, o papa Leão X construiu uma via ligando a Porta del Popolo ao Vaticano, chamada primeiro de Via Leonina e que se transformou depois na famosa Via di Ripetta, uma referência ao Porto de Ripetta. Os aquedutos que levavam água à região também foram restaurados nesta época.
Conforme a população crescia, o Campo de Marte tornou-se um local apinhado e multicultural, residência para muitos estrangeiros. Em 1555, o papa Paulo IV determinou que a porção sul do Campo de Marte seria o Gueto de Roma (Ghetto), onde seria confinada a comunidade judaica da cidade, a região do moderno Rione XI - Sant'Angelo de Roma.

## Roma moderna
Depois do Renascimento, como todo o resto de Roma, o Campo de Marte não mudou muito; não houve mais grandes projetos de construção e a população diminuiu, uma tendência que se reverteu depois da unificação da Itália (1870), quando Roma tornou-se a capital do novo Reino da Itália.

Brasão do Rione IV - Campo Marzio, uma região administrativa moderna de Roma que, apesar do nome, corresponde a apenas uma fração do antigo Campo de Marte

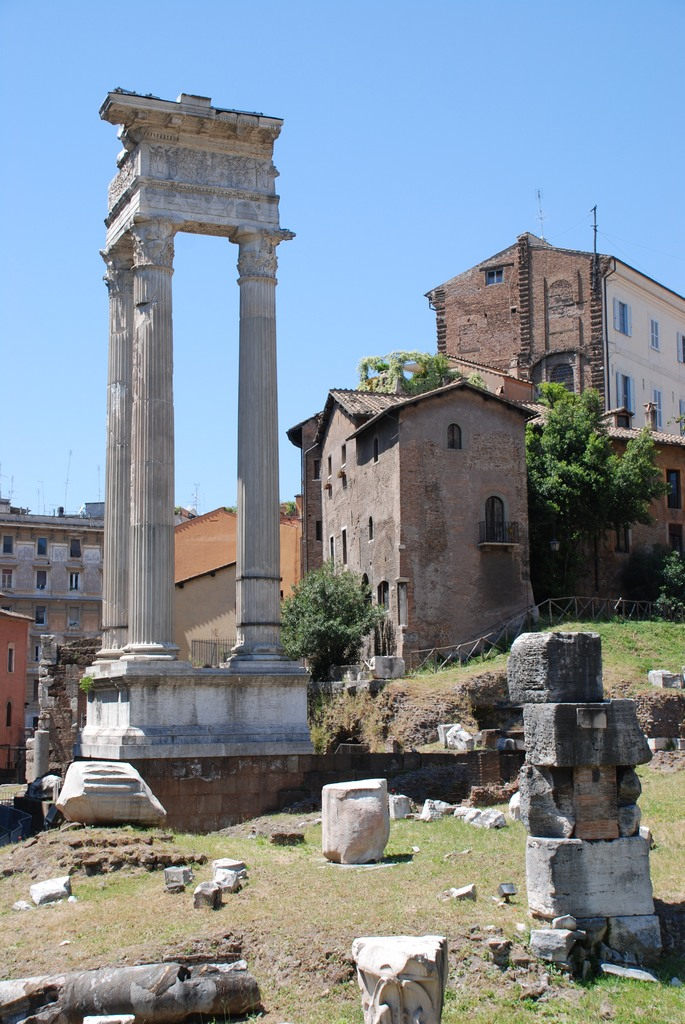
Templo de Apolo Sosiano

A partir daí, a região novamente passou a atrair moradores e aterros foram construídos para controlar as cheias do Tibre, o que melhorou muito as condições de vida na região, ao custo de praticamente destruir as regiões marginais do Tibre ("Ripetta"), repleta de curvas estreitas que levavam até o rio, e as casas antigas construídas ao longo da margem.

## Geografia
O Campo de Marte originalmente não ficava na cidade de Roma, mas ao norte do monte Capitolino, do lado de fora da Muralha Serviana, durante o período republicano. Grande, plano e, durante muito tempo, gramado e sem estrutura alguma, o Campo de Marte era uma área inundável emoldurada pelo Capitolino ao sul, pelo Tibre a oeste, o monte Píncio e o monte Quirinal a leste e uma estreita faixa de terra entre o Píncio e o Tibre ao norte. Até a era imperial, a maior parte da região ficava do lado de fora do pomério. O campo cobria uma área de 250 hectares (600 acres), com pouco mais de dois quilômetros de norte a sul (do Capitolino até a Porta Flamínia) e pouco menos de dois quilômetros de leste a oeste em seu ponto mais largo (entre o Quirinal e o rio). Era uma região baixa, com entre 10 e 15 metros acima do nível do mar na antiguidade (atualmente 13 a 20 metros) e de 3 a 8 metros acima do nível do Tibre, uma área frequentemente inundada pelo rio. Escritores antigos contam que havia diversos pontos de referência naturais, como um bosque de carvalhos ao norte da Ilha Tiberina e o Pântano da Cabra (Palus Caprae), bem no centro do campo.

## Importância
O Campo de Marte era dedicado ao deus romano Marte, uma divindade romana muito importante que, segundo Paul W. Jacobs III, estava relacionada tanto à guerra quanto à agricultura. Esta última relação ainda é perceptível no calendário solar, no qual o terceiro mês, março, foi batizado em homenagem a Marte e foi o mês no qual os cônsules começavam seu mandato até 153 a.C.. É possível que o nome do campo todo seja uma referência indireta ao deus por causa do Altar de Marte (Ara Martis), um pequeno altar já citado no século VIII a.C., e sobre o qual não sabemos quase nada, inclusive as datas de sua construção e destruição, e conhecido pelos escritos de Lívio.
Nos idos do outono (15 de outubro), o mais famoso festival dedicado a Marte se realizava no Campo de Marte, a Equírria ou "Cavalo de Outubro". Acredita-se que esta tradição teria se iniciado no século VI a.C.. Os rituais realizados serviam para proteger as colheitas do ano seguinte e os soldados romanos que retornavam a Roma depois das campanhas militares. Composto de muitos estágios, o clímax eram as corridas de bigas e cavalos e o sacrifício de um cavalo, seguido da decoração da cabeça cortada com louros,
Outro importante evento religioso eram os Jogos Seculares (em latim: Ludi Saeculares). Criados no período republicano e já em desuso, o imperador Cláudio os reviveu não apenas como uma forma de apaziguar os deuses depois que diversos relâmpagos atingiram a cidade, mas também para enfatizar o nascimento de uma era de ouro. Os jogos eram uma espécie de rito de passagem realizados ao longo de vários dias e noites para marcar o final de um século e o início do próximo (acreditava-se que um saeculum era a extensão máxima de uma vida humana, 100 ou 110 anos). A procissão começava no "Templo de Apolo" perto do Circo Flamínio, seguia pelo Fórum Romano, passava pelo Vico Toscano, Velabro, através do Fórum Boário e finalmente virava no Templo de Juno Regina. Augusto mudou o destino final, deste para o Templo de Ceres, que ficava no Aventino. O "Templo de Apolo" utilizado era provavelmente o Templo de Apolo Sosiano, o que servia para estabelecer uma ligação religiosa entre o Aventino e a parte sul do Campo de Marte.
Um dos últimos eventos era a Ana Perena, celebrada no Campo de Marte nos idos de março. O povo seguia até o Campo de Marte por um dia de festas e bebidas. Segundo Lylud, as pessoas faziam sacrifícios públicos e privados pedindo por um ano saudável durante este festival.
Finalmente, havia ainda o Tubilústrio, um festival que purificava os instrumentos militares e que servia também para validar o poder de imperium, primeiro dos reis e depois dos cônsules.

## Arquitetura antiga do Campo de Marte

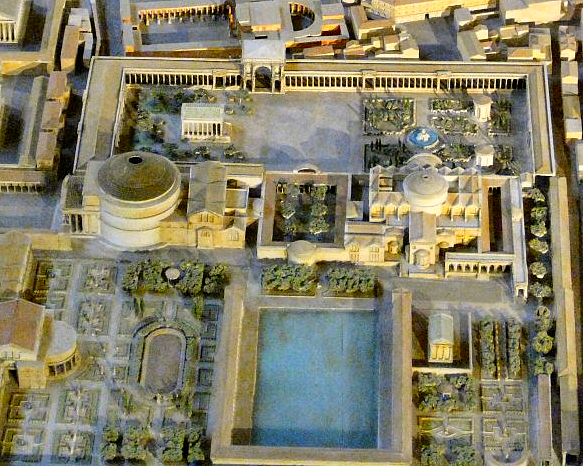
Maquete mostrando o Panteão, as Termas de Agripa e a Septa Júlia

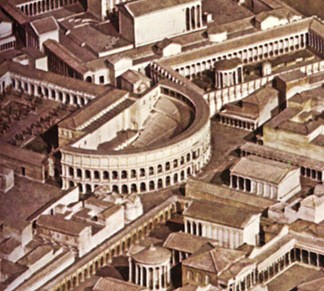
O Teatro de Balbo

### Cronologia geral
O estilo e a estrutura da arquitetura do Campo de Marte passou por diversas fases de desenvolvimento, do século VI atravessando toda a Antiguidade Tardia. É virtualmente impossível determinar exatamente quando e por que estas mudanças ocorreram, mas alguns historiadores dividiram a história em diversos períodos nos quais a arquitetura romana passou por mudanças relativamente importantes. No caso específico do Campo de Marte, um deles propôs uma divisão em 4 fases: (1) Reino de Roma/Início da República (século VI – 324 a.C.); (2) Helenismo (324 – 149 a.C.); (3) Final da República/Início do Império (149 a.C. – 64 d.C.) e (4) Início do Império (64 – 235).

### Arquitetura do Reino de Roma e início da República
Entre meados do século VI a.C. e 324 a.C., quatro "templos" foram construídos no Campo de Marte, o Templo de Diana (século VI a.C.), o Templo de Castor e Pólux (495 a.C.), o Templo de Apolo Sosiano (431 a.C.) e o Templo de Juno Regina (392 a.C.). Alguns consideram o Templo de Diana como semilendário, pois não há evidências suficientes para suportar sua existência. Segundo Samuel Platner, os dois períodos foram combinados em um só por que há pouca certeza sobre a estrutura e estilo destes templos, provavelmente por que o material utilizado na época não era concreto, pedra ou mármore, muito mais duráveis. Além disso, por sua antiguidade, estes templos foram certamente destruídos para abrir espaço para novas obras.

### Arquitetura da época helenística
Depois da morte de Alexandre, o Grande, em 324 a.C., que marcou o início da "onda helenística", houve um drástico aumento no número de obras na cidade de Roma. No caso do Campo de Marte, especificamente neste período foram construídos sete novos templos: Templo de Belona (296 a.C.), Templo da Fortuna do Dia (293 a.C.) e Templo de Juturna (241 a.C.), ambos no Largo di Torre Argentina, Templo de Hércules (221 a.C.), Templo de Vulcano (224 a.C.) e Templo da Fortuna Equestre (173 a.C.). Um templo, citado por Cícero como "Templo das Ninfas" ou por outras fontes como "Templo dos Lares Permarinos" (no Largo di Torre Argentina), foi excluído desta lista, pois não há mais nenhuma evidência sobre eles.
Este "período helenístico" foi o primeiro grande passo na arquitetura romana, no qual os templos romanos, assim como os templos do Campo de Marte, passaram a ser construídos em pedra. Este novo estilo era, de alguma forma, uma evolução em relação às formas mais antigas, que parecem grosseiras e brutas em relação à estética perfeita e o refino das estruturas posteriores. Foi um período de transformação, da simples experimentação para a complexidade matemática estrutura das plantas e superestruturas.

### Arquitetura no final da República e início do Império
Assim como no período helenístico, o final da República e o início do Império foi um período que testemunhou diversos projetos de construção no Campo de Marte. Cronologicamente, ele começa no final da Terceira Guerra Púnica e o final da dinastia júlio-claudiana, em 65 d.C.. Seis templos foram construídos ou reformados no Campo de Marte neste período: Templo de Júpiter Estator (146 a.C.), Templo de Ferônia (antes de 100 a.C., no Largo di Torre Argentina), Templo de Netuno (97 a.C.), Templo de Ísis e Serápis (43 a.C.) e o Templo de Marte Ultor (2 a.C.). O Templo de Minerva Calcídica não consta nesta lista pois não se sabe se ele foi construído por Pompeu em 60 a.C. ou por Augusto em 29 a.C. Algumas fontes defendem que Dião Cássio teria atribuído-o a este último.
Ao contrário da transformação estrutural e estilística na passagem do primeiro para o segundo período, os templos do Campo de Marte se mantiveram consistentes neste terceiro. A principal razão da separação entre este período e o anterior é que a motivação ou o racional para construir um templo se alterou. Antes, estes templos eram geralmente atribuídos a certos indivíduos pelo seu sucesso passado por patrocinadores amigos ou aliados. Contudo, a partir do final do período helenístico, os templos começaram a ser utilizados como instrumentos políticos muito mais do que nos tempos anteriores. Em vez de serem meramente "doações" genuínas, levemente políticas, que exemplificavam o sucesso do homenageado, estes templos passaram a ter um forte valor propagandístico para seus patronos e homenageados.

### Arquitetura imperial
Assim como a cidade de Roma, os templos construídos no Campo de Marte passaram por uma "mudança fundamental na direção estilística" a partir da metade final do século I. Este foi um período no qual as esculturas e as formas lineares do passado clássico foram desafiadas fortemente pelos volumes cobertos do futuro. Este foi um período histórico para arquitetura romana, pois serviu como catalisador para que os arquitetos abraçassem o concreto como material de trabalho ou, como Nero descreveu, se libertassem "dos grilhões do passado clássico". Provavelmente pela primeira vez, o Campo de Marte e Roma como um todo passaram por um período no qual se afastaram das raízes clássicas de sua arquitetura.

## Monumentos

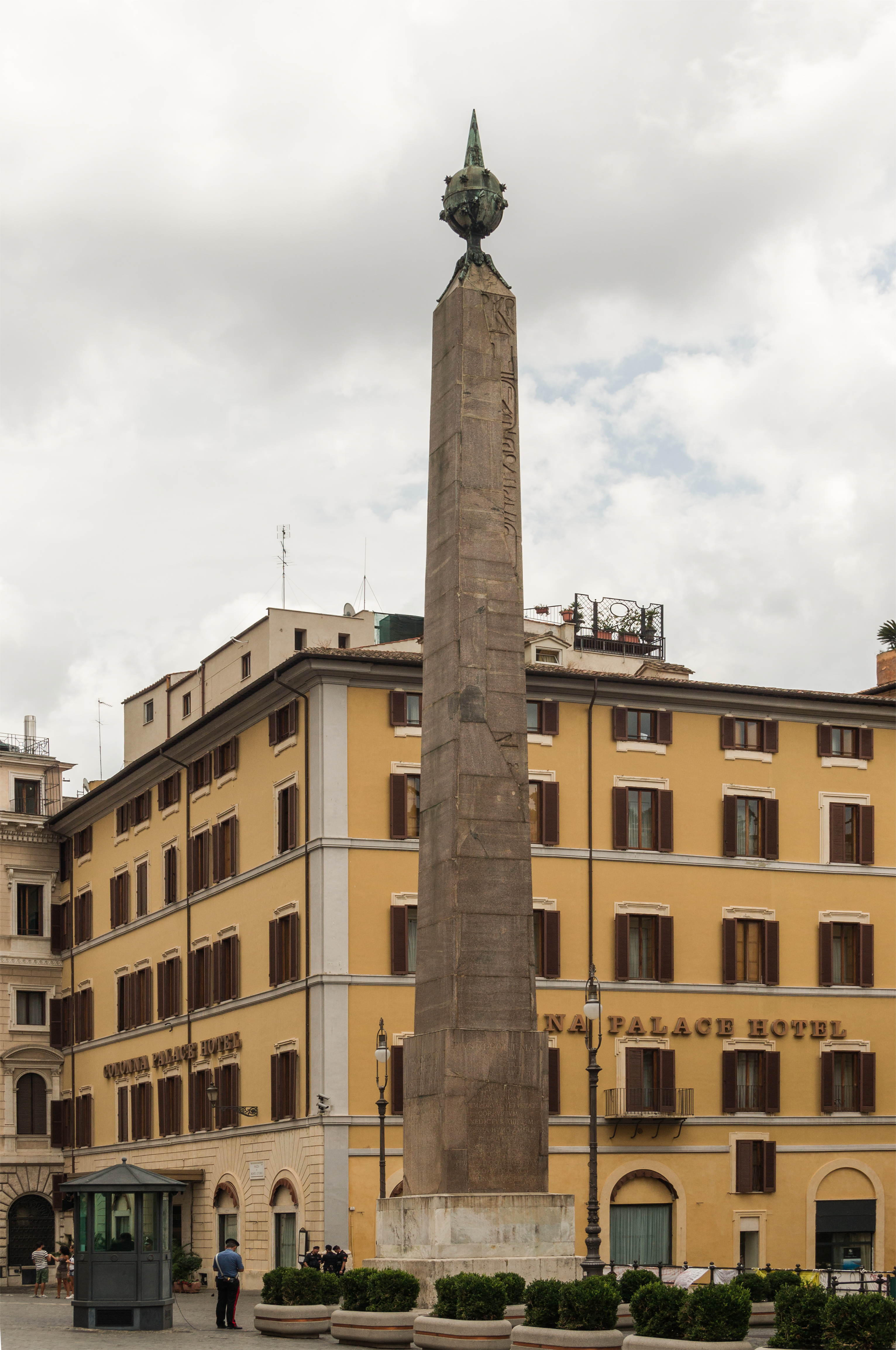
Obelisco Montecitório, antigo Horológio de Augusto, um dos antigos monumentos no Campo de Marte, atualmente na Piazza di Monte Citorio, no Rione III - Colonna

### Horológio de Augusto
O Horológio de Augusto (Horologium Augusti), também chamado de Solário de Augusto (Solarium Augusti), era um antigo monumento construído na época de Augusto e que funcionava como um gigantesco marcador solar. Segundo interpretações diversas, servia ou como uma simples linha meridiana ou como um relógio de sol.
Era formado por um grande obelisco egípcio de granito vermelho com 30 metros de altura que fora trazido de Heliópolis que servia como um gnômon, lançando sua sombra num pavimento de mármore marcado por uma rede de linhas de bronze dourado através da qual seria possível ler a hora do dia segundo a estação do ano (ou o comprimento dos dias). Foi dedicado ao Sol Invicto em 10 a.C., logo depois da reforma do calendário de Júlio César, a primeira dedicação a ele em Roma.
Está na Piazza di Montecitorio  desde 1748 e é chamado de Obelisco de Montecitório.

### Altar da Paz
O Altar da Paz (em latim: Ara Pacis) é um altar construído entre 13 e 9 a.C. e dedicado no aniversário da imperatriz romana Lívia, esposa de Augusto. Seu objetivo era celebrar o período de estabilidade iniciado pelo imperador depois do caos resultante do final da República Romana. Seus painéis mostram imagens da família do imperador e do senado romano, patrocinador da obra.